# هیوستون (فلوریدا)
هیوستون (به انگلیسی: Houston) یک منطقهٔ مسکونی در ایالات متحده آمریکا است که در شهرستان سوانه، فلوریدا واقع شده‌است. هیوستون ۵۲ متر بالاتر از سطح دریا واقع شده‌است.